# Hamilton (New York)
Pour les articles homonymes, voir Hamilton.
Ne doit pas être confondu avec Hamilton (village, New York).
Hamilton est une ville située dans le comté de Madison (État de New York), aux États-Unis.
La population était de 6 690 habitants au recensement de 2010. La ville est dénommée d'après le patriote américain Alexander Hamilton.